# Campeonato Mundial de Patinaje Artístico sobre Hielo de 1953
El XLIV Campeonato Mundial de Patinaje Artístico se realizó en Davos (Suiza) entre el 8 y el 15 de febrero de 1953 bajo la organización de la Unión Internacional de Patinaje sobre Hielo (ISU) y la Federación Suiza de Patinaje sobre Hielo. 

## Resultados

### Masculino
| Puesto | Nombre             | País           | Puntos |
| ------ | ------------------ | -------------- | ------ |
| Oro    | Hayes Alan Jenkins | Estados Unidos | 13     |
| Plata  | James Grogan       | Estados Unidos | 16     |
| Bronce | Carlo Fassi        | Italia         | 36     |

### Femenino
| Puesto | Nombre          | País                | Puntos |
| ------ | --------------- | ------------------- | ------ |
| Oro    | Tenley Albright | Estados Unidos      | 7      |
| Plata  | Gundi Busch     | Alemania Occidental | 16     |
| Bronce | Valda Osborn    | Reino Unido         | 28     |

### Parejas
| Puesto | Nombre                        | País        | Puntos |
| ------ | ----------------------------- | ----------- | ------ |
| Oro    | Jennifer Nicks / John Nicks   | Reino Unido | 10,5   |
| Plata  | Frances Dafoe / Norris Bowden | Canadá      | 16     |
| Bronce | Mariann Nagy / László Nagy    | Hungría     | 23,5   |

### Danza en hielo
| Puesto | Nombre                         | País           | Puntos |
| ------ | ------------------------------ | -------------- | ------ |
| Oro    | Jean Westwood / Lawrence Demmy | Reino Unido    | 6      |
| Plata  | Joan Dewhirst / John Slater    | Reino Unido    | 10     |
| Bronce | Carol Ann Peters / Daniel Ryan | Estados Unidos | 16     |

## Medallero
| Núm. | País                | Oro | Plata | Bronce | Total |
| ---- | ------------------- | --- | ----- | ------ | ----- |
| 1    | Estados Unidos      | 2   | 1     | 1      | 4     |
| 1    | Reino Unido         | 2   | 1     | 1      | 4     |
| 3    | Alemania Occidental | 0   | 1     | 0      | 1     |
| 3    | Canadá              | 0   | 1     | 0      | 1     |
| 5    | Hungría             | 0   | 0     | 1      | 1     |
| 5    | Italia              | 0   | 0     | 1      | 1     |
|      | TOTAL               | 4   | 4     | 4      | 12    |

| Predecesor: Francia 1952 | Campeonato Mundial de Patinaje Artístico sobre Hielo 1953 | Sucesor: Noruega 1954 |

- Datos: Q114079